# Troféu HQ Mix de melhor publicação de cartuns
Publicação de cartuns foi uma das categorias do Troféu HQ Mix, premiação brasileira dedicada aos quadrinhos que é realizada pela Associação dos Cartunistas do Brasil (ACB) e pelo Instituto do Memorial das Artes Gráficas do Brasil (IMAG) desde 1989.

## História
Em 1993, o Troféu HQ Mix ampliou seu escopo, inicialmente voltado primordialmente aos quadrinhos, com a categoria "Livro de charges", destinada a premiar publicações com coletâneas de charges. No ano seguinte, em 1994, passou a existir também a categoria "Livro de cartuns". Por fim, em 1998, foi criada a categoria "Livro de caricaturas", completando as três principais vertentes do humor gráfico.
Em 2004, as categorias passaram a se chamar, respectivamente, "Publicação de charges", "Publicação de cartuns" e "Publicação de caricaturas" (sendo que esta última apenas mudou oficialmente de nome em 2008 porque não foi realizada entre 2004 e 2007).
Em 2012, as três categorias foram mescladas em "Publicação de humor gráfico", com o mesmo objetivo, mas sem fazer distinção entre as três modalidades de humor gráfico. Os vencedores são escolhidos por votação entre profissionais da área (roteiristas, desenhistas, jornalistas, editores, pesquisadores etc.) a partir de uma lista de sete indicados elaborada pela comissão organizadora do evento (com exceção de 2010, em que as vencedoras das então três categorias foram escolhidas pela comissão e pelo júri, e entre 2008 e 2011, quando as vencedoras da categoria "Publicação de caricaturas" foram também escolhidas pela comissão e pelo júri).
Após reformulação que excluiu as categorias voltadas ao humor gráfico, em 2016 esta categoria foi premiada pela última vez.

## Vencedores e indicados
| Ano  | Obra                                                    | Autor(es)                          | Editora        | Outros indicados | Notas         |
| ---- | ------------------------------------------------------- | ---------------------------------- | -------------- | --- | ------------- |
| 1994 | Ninguém é de ferro                                      | Santiago                           | L&PM           | | [ 1 ]         |
| 1995 | Soltando as hienas                                      | Biratan                            |                | | [ 1 ]         |
| 1996 | Humor gráfico na Bahia - o traço dos mestres            | Gutemberg Cruz                     | Arembepe       | | [ 1 ]         |
| 1997 | Urubu e o Flamengo                                      | Henfil                             | 34             | | [ 1 ]         |
| 1998 | De papo pro ar                                          | Santiago                           | L&PM           | | [ 1 ]         |
| 1999 | Humor em risco - cartuns                                | Érico                              |                | | [ 1 ]         |
| 2000 | A vida por uma linha                                    | Samuca                             |                | | [ 8 ]         |
| 2001 | Paraíba e Piauí no cartum - com todo o risco            | vários autores                     |                | | [ 9 ]         |
| 2002 | Risco de 7 cabeças - o melhor do cartum paraense        | vários autores                     |                | | [ 10 ]        |
| 2003 | Humor pela paz e a falta que ela faz                    | Mario Dimov Mastrotti, organizador | Virgo          | | [ 11 ]        |
| 2004 | Sexo é uma coisa suja                                   | Angeli                             | Devir          | | [ 2 ]         |
| 2005 | Bem, Obrigado. E Você? / Quinoterapia / Quanta Bondade! | Quino                              | Martins Fontes | | [ 12 ]        |
| 2006 | Sem comentários                                         | Allan Sieber                       | Casa 21        | - Alcy - Vida de Artista (Devir) - Cada um no seu lugar, Deixem-me Inventar e Sim, Amor, de Quino (Martins Fontes) - Cara & Coroa, de Jota A (independente) - O Sexo depois do Viagra (Ediouro) - Traço Extra, Fausto (independente) - Uma Do"s"e de Humor Mineiro (independente)                                                       | [ 13 ] [ 14 ] |
| 2007 | Antologia do Pasquim - vol. 1                           | vários autores                     | Desiderata     | - Curvas Perigosas 1 e 2 - Maitena (Planeta) - Edição de Risco - Vários (Tinta China) - Gip! Gip! Nheco! Nheco! (Desiderata) - Humor Cerrado – Vários (Artimpressa Editora) - Onde foi que eu errei? - Rico (Independente) - Stockadas – Stocker (Via Lettera)                                                                          | [ 15 ] [ 16 ] |
| 2008 | Assim rasteja a humanidade                              | Allan Sieber                       | Desiderata     | - Confesso, de Marco Jacobsen (Independente) - Desenhos de Humor, de Reinaldo (Desiderata) - Existe Sexo Após a Morte, de Adão (Desiderata) - Jeremias, O Bom, de Ziraldo (Melhoramentos) - Ninguém Segura Caratinga, de Vários (Independente) - Onde Foi Que Eu Errei?, de Rico (Independente)                                         | [ 3 ] [ 17 ]  |
| 2009 | Tulípio #7                                              | Eduardo Rodrigues e Paulo Stocker  | independente   | - Duke - Desenhos de Humor (Independente) - 1º Festival Internacional de Humor do Rio de Janeiro (catálogo oficial) - Humor Politicamente Incorreto (Nani - L&PM) - Ninguém é Perfeito (Jaguar - Desiderata) - Millôr - Um Nome a Zelar (Millôr - Desiderata) - Radicci - Tem Outro por Dentro (Iotti - L&PM)                           | [ 18 ] [ 19 ] |
| 2010 | Sem palavras                                            | Samuca                             | independente   | Eleito pela comissão e pelo júri especial | [ 4 ]         |
| 2011 | Cócegas no raciocínio                                   | João Montanaro                     | Garimpo        | - Catálogo Craques do Cartum na Copa (vários autores - Centro Cultural Banco do Brasil) - Graça na Praça (Uberti - L&PM) - Que Presente Inapresentável (Quino - Martins Fontes) - Tibica, o Defensor da Ecologia (Canini - Saraiva) - Tulípio (Eduardo Rodrigues e Paulo Stoker - Independente) - Ziraldo n'O Pasquim (Ziraldo - Globo) | [ 5 ] [ 20 ]  |